# Kittenberg (Haardt)
Der Kittenberg ist ein 422,0 Meter hoher Berg im Pfälzerwald.

## Geographie

### Lage
Der Berg liegt auf der Gemarkung der Ortsgemeinde Gleisweiler und bildet einen südöstlichen Nebengipfel des 597,6 Meter hohen Teufelsberg. Unmittelbar östlich schließt sich bereits der Haardtrand mit dem Weinanbaugebiet Pfalz an. Entlang seines Südfußes verläuft der Hainbach. Südwestlich erstreckt sich der Ringelsberg und westlich der 474,2 m hohe Eichberg. Südöstlich schließt sich das Naturschutzgebiet Haardtrand – Faulenberg an.

### Naturräumliche Zuordnung
1. Großregion 1. Ordnung: Schichtstufenland beiderseits des Oberrheingrabens
2. Großregion 2. Ordnung: Pfälzisch-Saarländisches Schichtstufenland
3. Großregion 3. Ordnung: Pfälzerwald
4. Region 4. Ordnung (Haupteinheit): Mittlerer Pfälzerwald
5. Region 5. Ordnung: Haardt

## Bauwerke
Auf dem Berg befinden sich die Reste der frühmittelalterlichen Burg Kittenberg. An seinem Westfuß liegt die Walddusche. An seiner Nordostflanke befindet sich seit Mitte des 19, Jahrhunderts die Denkmalzone Kurhaus Bad Gleisweiler, die eine Privatklinik darstellt und deren Gebäude von Landau in der Pfalz versetzt wurden. An seinem Südfuß liegen zwei denkmalgeschützte Mühlen und an seinem Südostfuß mehrere Ferienhäuser.

## Tourismus
Entlang seiner Südflanke verläuft die östliche Fortsetzung des Höcherbergweges, die die Markierung „rot-weißer Balken“ trägt und entlang seines Südosthanges der Pfälzer Keschdeweg, die Pfälzer Hüttentour sowie ein Wanderweg, der mit einem roten Balken markiert ist.